# Bolbothyreus ruficollis
Bolbothyreus ruficollis is een keversoort uit de familie cognackevers (Bolboceratidae). De wetenschappelijke naam van de soort werd in 1925 gepubliceerd door Carlos Bruch.